# Nicole Gibbs
Nicole Gibbs (* 3. März 1993 in Cincinnati) ist eine ehemalige US-amerikanische Tennisspielerin.

## Karriere
Gibbs, die laut ITF-Profil Hartplätze bevorzugt, begann mit acht Jahren das Tennisspielen. Sie spielt seit Juni 2007 Turniere des ITF Women’s Circuit und gewann dort bislang sieben Einzel- und fünf Doppeltitel.
2010 und 2011 nahm sie jeweils an den Juniorinnenwettbewerben der US Open teil; 2011 erreichte sie sowohl im Einzel als auch im Doppel das Halbfinale.
Ihr erster Erfolg auf der WTA Tour war der Vorstoß ins Achtelfinale der New Haven Open im Jahr 2012; nach ihrem Sieg über Alexa Glatch schied sie dort gegen Petra Kvitová aus.
Sie trat fünfmal in der Qualifikationsrunde eines Grand-Slam-Turniers an, konnte auf diesem Weg das Hauptfeld aber nicht erreichen. 2012 und 2013 erhielt sie vom Veranstalter eine Wildcard, schied aber jeweils in der ersten Runde aus. 2014 ging sie dort erneut mit einer Wildcard an den Start und erreichte erstmals die dritte Runde. Bei den Australian Open besiegte sie 2016 als erfolgreiche Qualifikantin in Runde eins Klára Koukalová, ehe sie gegen Kristina Mladenovic ausschied.
2017 erreichte sie auch bei den Australian Open mit Siegen über Tímea Babos und Irina Falconi erstmals die dritte Runde, in der sie der späteren Siegerin Serena Williams mit 1:6 und 3:6 unterlag.
Am 15. Februar 2021 gab sie ihr Karriereende bekannt.

## Turniersiege

### Einzel
| Nr. | Datum             | Turnier         | Kategorie   | Belag     | Finalgegnerin                | Ergebnis      |
| --- | ----------------- | --------------- | ----------- | --------- | ---------------------------- | ------------- |
| 1.  | 26. November 2007 | Mexiko-Stadt    | ITF $10.000 | Hartplatz | María Fernanda Álvarez Terán | 7:5, 6:3      |
| 2.  | 2. Juli 2012      | Denver          | ITF $50.000 | Hartplatz | Julie Coin                   | 6:2, 3:6, 6:4 |
| 3.  | 8. Juli 2013      | Yakima          | ITF $50.000 | Hartplatz | Ivana Lisjak                 | 6:1, 6:4      |
| 4.  | 14. Juli 2014     | Carson          | ITF $50.000 | Hartplatz | Melanie Oudin                | 6:4, 6:4      |
| 5.  | 25. Juni 2017     | Baton Rouge     | ITF $25.000 | Hartplatz | Francesca Di Lorenzo         | 6:3, 6:3      |
| 6.  | 2. Juni 2018      | Naples          | ITF $25.000 | Sand      | Ashley Kratzer               | 6:4, 6:4      |
| 7.  | 24. Februar 2019  | Rancho Santa Fe | ITF W25     | Hartplatz | Kristie Ahn                  | 6:2, 6:3      |

### Doppel
| Nr. | Datum              | Turnier   | Kategorie   | Belag     | Partnerin     | Finalgegnerinnen                      | Ergebnis          |
| --- | ------------------ | --------- | ----------- | --------- | ------------- | ------------------------------------- | ----------------- |
| 1.  | 10. Mai 2010       | Raleigh   | ITF $50.000 | Sand      | Kristie Ahn   | Alexandra Mueller Ahsha Rolle         | 6:3, 6:2          |
| 2.  | 28. September 2015 | Las Vegas | ITF $50.000 | Hartplatz | Julia Boserup | Paula Cristina Gonçalves Sanaz Marand | 6:3, 6:4          |
| 3.  | 2. November 2015   | Waco      | ITF $50.000 | Hartplatz | Vania King    | Julia Glushko Rebecca Peterson        | 6:4, 6:4          |
| 4.  | 21. Juli 2018      | Berkeley  | ITF $60.000 | Hartplatz | Asia Muhammad | Ellen Perez Sabrina Santamaria        | 6:4, 6:1          |
| 5.  | 3. November 2018   | Tyler     | ITF $80.000 | Hartplatz | Asia Muhammad | Desirae Krawczyk Giuliana Olmos       | 3:6, 6:3, [14:12] |

## Abschneiden bei Grand-Slam-Turnieren

### Einzel
| Turnier         | 2009 | 2010 | 2011 | 2012 | 2013 | 2014 | 2015 | 2016 | 2017 | 2018 | 2019 | 2020  | Karriere |
| --------------- | ---- | ---- | ---- | ---- | ---- | ---- | ---- | ---- | ---- | ---- | ---- | ----- | -------- |
| Australian Open | —    | —    | —    | —    | Q2   | Q2   | 2    | 2    | 3    | 2    | Q3   | Q2    | 3        |
| French Open     | —    | —    | —    | —    | —    | Q1   | 1    | 1    | Q3   | Q2   | —    | —     | 1        |
| Wimbledon       | —    | —    | —    | —    | Q1   | Q3   | 1    | 1    | —    | Q3   | —    | n. a. | 1        |
| US Open         | Q1   | Q2   | Q1   | 1    | 1    | 3    | 2    | 2    | 2    | 1    | 1    | —     | 3        |

Zeichenerklärung: S = Turniersieg; F, HF, VF, AF = Einzug ins Finale / Halbfinale / Viertelfinale / Achtelfinale; 1, 2, 3 = Ausscheiden in der 1. / 2. / 3. Hauptrunde; Q1, Q2, Q3 = Ausscheiden in der 1. / 2. / 3. Runde der Qualifikation; n. a. = nicht ausgetragen

### Doppel
| Turnier         | 2011 | 2012 | 2013 | 2014 | 2015 | 2016 | 2017 | 2018 | Karriere |
| --------------- | ---- | ---- | ---- | ---- | ---- | ---- | ---- | ---- | -------- |
| Australian Open | —    | —    | —    | —    | —    | —    | 1    | —    | 1        |
| French Open     | —    | —    | —    | —    | —    | 1    | —    | —    | 1        |
| Wimbledon       | —    | —    | —    | —    | —    | 1    | —    | —    | 1        |
| US Open         | 1    | —    | —    | 1    | 2    | AF   | 2    | 2    | AF       |

### Mixed
| Turnier         | 2010 | … | 2016 | Karriere |
| --------------- | ---- | - | ---- | -------- |
| Australian Open | —    | — | —    | —        |
| French Open     | —    | — | —    | —        |
| Wimbledon       | —    | — | —    | —        |
| US Open         | 1    | — | VF   | VF       |

## Persönliches
Aufsehen erregte Nicole Gibbs 2018 am Rande der Australian Open, als sie eingestand, dass sie gegen Depressionen behandelt werde. Sie erklärte, dass die Besonderheiten im Sport Tennis die Symptome, die sie bereits seit der Highschool wahrgenommen habe, eher verschlimmert hätten. Durch die Bedingungen des Sports – viel Bewegung, viel Reisen und eine lange Zeit weg von Familie, Freunden und Bekannten – habe sie seit ihrem zehnten Lebensjahr kein normales Familienleben mehr führen können. Lebensführung und Lebensunterhalt seien ständig von den erzielten Ergebnissen abhängig und diese Unwägbarkeiten seien für die mentale Gesundheit nicht förderlich.